# Dwyane Wade
Pour les articles homonymes, voir Wade.
Dwyane Wade, parfois abrégé D-Wade, est né le 17 janvier 1982 à Chicago dans l'Illinois, est un joueur américain de basket-ball ayant évolué au poste d'arrière en National Basketball Association (NBA).
Avec la franchise du Heat de Miami, il remporte le titre de champion NBA en 2006, 2012, et 2013 étant récompensé du titre de meilleur joueur des finales lors des Finales 2006. Il obtient également un titre de champion olympique lors des Jeux olympiques d'été de 2008 à Beijing.
Il formait depuis la saison 2010-2011, avec LeBron James (avant son départ) et Chris Bosh, l'un des meilleurs Big Three de la NBA.
Wade devient en mars 2016 l'un des six joueurs encore en activité en NBA à avoir inscrit plus de 20 000 points en carrière (avec LeBron James, Dirk Nowitzki, Vince Carter, Tony Parker et Carmelo Anthony). C'est un joueur emblématique de la NBA, il a quitté Miami en été 2016 pour les Bulls de Chicago avant de rejoindre les Cavaliers de Cleveland de son ami LeBron James durant l'été 2017 avant de retourner au Heat de Miami le jour de la trade deadline en 2018.
Il est par ailleurs, le leader statistique du Heat en termes de points marqués, passes décisives, interceptions de la franchise floridienne.

## Jeunesse
Une faute d’orthographe est faite sur son certificat de naissance et son prénom est inscrit comme "Dwyane", que ses parents gardent. Wade passe sa petite enfance dans le quartier South Side de Chicago.
Wade se tourne vers le basket-ball et le football américain. Wade grandit en idolâtrant Michael Jordan et modèle son jeu sur lui.

## Carrière au lycée
Wade joue au basket-ball et au football américain pour le lycée Harold L. Richards à Oak Lawn. Il est immédiatement bon au poste de wide receiver au football américain, mais le succès au basket-ball prend plus de temps. Il grandit de 10 centimètres au début de sa première année et émerge comme le leader de l'équipe, avec des moyennes de 20,7 points et 7,6 rebonds.
Il poursuit son amélioration jusqu'à sa dernière année, avec des moyennes de 27 points et 11 rebonds. Il mène les Bulldogs à un bilan de 24-5. Wade établit des records scolaires pour les points marqués (676) et les interceptions (106). Wade est recruté pour jouer au basket-ball seulement par Marquette, Illinois State, et DePaul, en raison de son faible niveau scolaire.

## Carrière universitaire
Wade s'engage à l’université Marquette à Milwaukee dans le Wisconsin pour jouer sous l’entraîneur Tom Crean (en). Au cours de sa première année, Wade est mis de côté par la proposition 48 de la NCAA, qui établit les critères d’admissibilité scolaires pour la participation aux sports de la Division I. Les efforts et le tutorat améliorent suffisamment son niveau scolaire pour qu’il devienne admissible au début de sa deuxième année. Son entraîneur, Tom Crean, oblige Dwyane Wade à observer les équipes adverses et à mettre en place des plans d'attaque. Wade acquiert un sens tactique et cela va beaucoup l'aider dans son jeu.

### Saison 2001-2002
Wade mène les Golden Eagles avec 17,8 points par match, 2,5 interceptions par match, 6,6 rebonds et 3,4 passes décisives. Marquette termine avec un bilan de 26-7, leur meilleur depuis la saison 1993-1994.

### Saison 2002-2003
Wade est de nouveau le meilleur marqueur de son équipe avec 21,5 points de moyenne et les Golden Eagles terminent avec un bilan de 27-6. Il amène les Golden Eagles au Final Four pour la première fois depuis la saison 1977. Il est désigné dans le premier cinq Consensus All-America et dans le premier cinq All-America désigné par l'Associated Press. Il est par ailleurs désigné joueur de l'année de la Conference USA.
Il réalise une performance remarquée lors de la finale régionale du tournoi final de la NCAA 2003 opposant son école aux Wildcats du Kentucky avec un triple double, 29 points, 11 rebonds, 11 passes, statistiques auxquelles il ajoute également 4 contres et 1 interception. C'est le quatrième joueur, après Andre Miller, David Coin et Magic Johnson à réussir un triple double lors d'un tournoi final de la NCAA. Cette rencontre, remportée sur le score de 83 à 69, permet à l'équipe des Golden Eagles de disputer pour la quatrième fois de son histoire un Final Four. Cependant, lors de celui-ci, il est limité à la pire performance de sa saison, 19 points mais avec un manque de réussite aux tirs. Il est également victime d'une fracture de l'arête nasale, ce qui l'oblige à rester sur le banc de touche une partie de la seconde période. Les Jayhawks du Kansas s'imposent sur le score de 94 à 61.
C'est la dernière rencontre que Dwyane Wade dispute en NCAA. Il décide de ne pas disputer une troisième année en NCAA et de se présenter à la draft 2003 de la NBA. Ses statistiques sur l'ensemble de sa carrière universitaire sont de 19,7 points, 6,5 rebonds et 3,9 passes par match.
Marquette retire son maillot le 3 février 2007. L'université exige habituellement aux étudiants-athlètes d’avoir obtenu leur diplôme pour le retrait de leur maillot, mais elle fait une exception pour Wade.

## Carrière en NBA

### Heat de Miami (2003-2016)

#### Saison rookie (2003-2004)
Wade est sélectionné en cinquième position par le Heat de Miami lors de la draft de 2003. Wade a rapidement émergé comme un joueur productif, avec une moyenne de 16,2 points à 46,5% au tir, ainsi que 4 rebonds et 4,5 passes décisives. Après un départ catastrophique de 5 victoires pour 15 défaites, le Heat s’est progressivement amélioré pour terminer à 42-40 et se qualifier pour les playoffs. Wade a réalisé de bonnes performances en playoffs, en particulier contre les Pacers de l'Indiana pendant les demi-finales de Conférence Est. Wade a obtenu une sélection au sein de la NBA All-Rookie First Team et termine troisième au classement du meilleur rookie de l'année, devancé par LeBron James et Carmelo Anthony.

#### Année déterminante (2004-2005)
L'arrivée de Shaquille O'Neal au Heat de Miami durant l'été 2004, associé à la confirmation du talent de Wade, sélectionné pour son premier NBA All-Star Game, permet à la franchise floridienne de remporter la division Sud-Est. Miami a terminé à 59-23, à la tête la conférence Est.
Au cours du premier tour des playoffs 2005, Wade tourne à 26,3 points, 8,8 passes décisives, et 6 rebonds de moyenne tout en maintenant un pourcentage de 50% au tir. En demi-finale, il a compté en moyenne 31 points, 7 rebonds et 8 passes décisives par match pendant que le Heat balayait les Wizards de Washington. Les Pistons de Détroit éliminent le Heat de Miami en finale de conférence au terme de sept matchs âprement disputés. L'arrière boucle ces play-offs avec des moyennes de 27,4 points, 5,7 rebonds et 6,6 passes. Il a souffert d’une tension musculaire dans le match 5 qui l’a empêché de jouer dans le sixième match et l’a limité dans le septième.

#### Premier titre NBA et MVP des Finales (2005-2006)

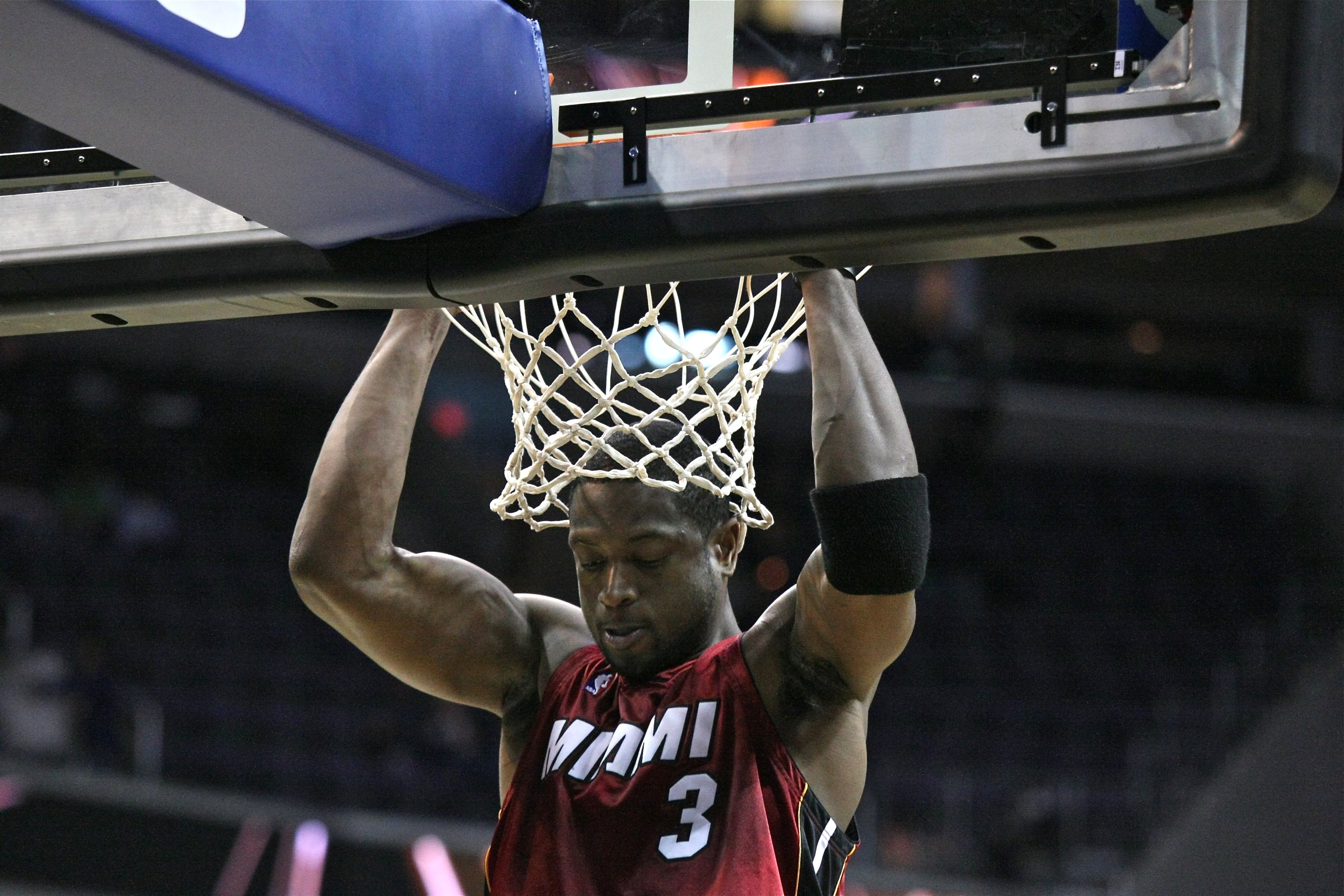
Dwyane Wade effectuant son rituel d'avant-match.

La saison 2005-2006 se déroule sur le même rythme que la précédente. Alors que Wade augmente encore ses moyennes de points et de rebonds, sa franchise conserve son titre de champion de division. Wade est élu pour la seconde année consécutive dans le All-NBA Second Team, il sera à nouveau sélectionné pour le All-Star Game. Wade a terminé la saison régulière avec une moyenne de 27,2 points, 6,7 passes décisives, 5,7 rebonds et 1,9 interception. Au cours des playoffs, au premier tour, Miami a joué les Bulls de Chicago, néanmoins Wade a été grièvement blessé à la hanche au cours du match 5. Wade a mené le Miami à la victoire face les Pistons de Détroit, pour atteindre ces premières finales NBA.
Miami arrive en finale face aux Mavericks de Dallas. Après deux défaites en autant de matchs lors des première rencontres de la série, avec 28 puis 23 points de Wade, Le Heat est sur le point de concéder une nouvelle défaite lors du match suivant. Mais, grâce à l'apport de son arrière, 42 points et 13 rebonds, la franchise de Miami s'impose sur le score de 98 à 96. Il s'avère de nouveau décisif lors de la quatrième rencontre, remportée 98 à 74, en inscrivant 36 points. Il franchit une nouvelle fois la barrière des 40 points, 43, avec également 4 passes et 4 rebonds, lors de la troisième victoire consécutive du Heat, sur le score de 101 à 100 après prolongation. Wade réalise encore 36 points lors de la victoire à Dallas sur le score 95 à 92, ce qui permet à sa franchise remporter son premier titre NBA. Dwyane Wade est élu meilleur joueur des finales avec une moyenne de 34,7 points marqués par match.

#### Problèmes de blessures (2006-2008)
Au cours de la saison 2006-2007, Wade a raté 31 matchs en raison de blessures, malgré tout, il a été élu pour son troisième All-Star Game consécutif. Le Heat a souffert de blessures en général au sein de l'équipe et son bilan était de 20-25 le 1er février 2007. Au cours d'un match face aux Rockets de Houston le 21 février 2007, Wade s’est disloqué l’épaule gauche et a quitté le terrain en fauteuil roulant. Wade choisit de retarder la chirurgie et de rééduquer son épaule pour pouvoir débuter les playoffs. Après avoir manqué 23 matchs, Wade retrouve sa place au sein de la formation. Au cours de la saison, Wade a cumulé en moyenne 27,4 points, 7,5 passes décisives, 4,7 rebonds et 2,1 interceptions, tout en tirant à 50% au tir. Preuve de la notoriété grandissante du spectaculaire Dwyane Wade, son maillot numéro 3 est le plus vendu dans le monde entre mai 2005 et décembre 2006.
Pendant les playoffs de 2007, Wade a obtenu en moyenne 23,5 points, 6,3 passes décisives et 4,8 rebonds par match, mais les Bulls de Chicago ont balayé le Miami Heat au premier tour. Après les éliminatoires, Wade a subi une paire d’interventions chirurgicales pour réparer son épaule gauche disloquée et son genou gauche, qui se sont toutes révélées fructueuses. Cependant, la blessure du genou, communément appelé "genou de sauteur", a empêché Wade de rejoindre l'équipe nationale de basket-ball américaine (Team USA) pour le tournoi qualificatif des Jeux Olympiques durant l'été.
À l'aube de la saison 2007-2008, Shaquille O'Neal est transféré chez les Suns de Phoenix, laissant les clés du jeu offensif exclusivement à Wade. Mais ce dernier a commencé la saison le 14 novembre 2007. Malgré sa douleur au genou tout au long de la saison, Wade a été élu à sa quatrième participation consécutive au All-Star Game. Cependant, le Heat détient le pire bilan de la NBA. Les problèmes de genou de Wade ont conduit Pat Riley à mettre Wade sur la banc pour les 21 derniers matchs. Wade a obtenu en moyenne 24,6 points, 6,9 passes décisives, 4,2 rebonds et 1,7 interception.

#### Belles performances individuelles mais défaites en playoffs (2008-2010)
Il participe aux Jeux olympiques 2008 à Pékin où il remporte la médaille d'or avec l'équipe des États-Unis et inscrit 27 points en finale face à l'Espagne. Il termine meilleur marqueur de l'équipe des États-Unis avec une moyenne de 16,0 points sur l'ensemble du tournoi.
Au début de la saison 2008-2009, il est devenu, le deuxième joueur de l’histoire de la NBA à afficher au moins 40 points, 10 passes décisives et 5 contres en un match depuis Alvan Adams en 1976. Wade a été élu à son cinquième All-Star Game consécutif. Après le All-Star Week-End, Wade a enregistré 50 points avec 5 rebonds et 5 passes décisives lors d’une défaite face au Magic d'Orlando, ce qui en fait le quatrième dans l’histoire de la NBA à marquer au moins 50 points dans un match, alors que son équipe perd d'au moins 20 points. Peu de temps après, Wade a enregistré 16 passes décisives et ajouté 31 points et 7 rebonds. Wade est devenu le deuxième joueur à enregistrer 15 passes décisives ou plus, après avoir marqué plus de 50 points depuis Wilt Chamberlain. Deux matchs plus tard, Wade a égalé un record de franchise, marquant 24 points dans le dernier quart-temps pour obtenir une victoire de 120 à 115 contre les Knicks de New York. Dans ce match, Wade a enregistré 46 points, 10 passes décisives, 8 rebonds, 4 interceptions et 3 contres. Dans le match suivant, il a accumulé 40 points contre les Cavaliers de Cleveland. Le match suivant, Wade a égalé son record de carrière avec 16 passes décisives et ajouté 35 points avec 6 rebonds, plus une interception et un contre, dans une victoire face aux Suns de Phoenix, 135-129. Wade est devenu le seul joueur dans l’histoire du Heat à avoir plusieurs matchs avec plus de 30 points et 15 passes décisives. Le 14 mars 2009, Wade a dépassé Alonzo Mourning pour devenir le meilleur marqueur de tous les temps du Heat en triple prolongation contre le Jazz de l'Utah, 140-129. Wade a fini ce match avec 50 points, 10 rebonds, 9 passes décisives, 4 interceptions et 2 contres. Wade est devenu le seul joueur à atteindre 2 000 points, 500 passes décisives, 150 interceptions et 100 contres, ainsi que le premier joueur de 1,93m à réaliser 100 contres sur une saison. Le 12 avril 2009, Wade réalise son record de points en carrière avec 55 points face aux Knicks de New York (19 sur 30 au tir, 6 sur 12 à trois points et 11 sur 13 au lancers-francs). Il termine meilleur marqueur de la ligue avec 30,2 points, la même année. Wade termine derrière LeBron James et Kobe Bryant dans la course au titre de MVP.
Malgré ses bonnes performances avec 29,1 points, 5,0 rebonds et 5,3 passes, le Heat n'arrive pas à passer le premier tour des playoffs.
Le 1 novembre 2009, le troisième match de la saison 2009-2010, Wade a enregistré son 10 000e point en carrière lors d’une victoire 95-87 contre les Bulls de Chicago. Le 12 novembre, Wade réalise un dunk spectaculaire sur Anderson Varejão. LeBron James a considéré le dunk comme "probablement top 10 de tous les temps". Wade est apparu dans le All-Star Game 2010 de la NBA, où il a été nommé MVP avec 28 points, 11 passes décisives, 5 interceptions et 6 rebonds. Le 17 février 2010, Wade s’est foulé le mollet, quittant le match, mettant fin à sa série personnelle et à la série record de la franchise de 148 matchs consécutifs avec au moins 10 points. Pour la saison, Wade a cumulé en moyenne 26,6 points avec 6,5 passes décisives, 4,8 rebonds, 1,8 interception et 1,1 contre. Il a mené son équipe à un bilan de 47-35 et la cinquième place du classement en prévision des playoffs.
Au premier tour, avec un retard de 0-3 contre les Celtics de Boston, Wade a enregistré un record de franchise avec 46 points. C’était le sixième match de Wade en carrière en playoffs avec au moins 40 points. Malgré sa moyenne de 33,2 points à 56,4% au tir, 6,8 passes décisives, 5,6 rebonds, 1,6 interception et 1,6 contre par match, le Heat tombe à Boston en cinq matchs.
À la fin de la saison 2010 il devient agent libre. Il ne participe pas aux championnats du monde en Turquie, afin de régler ses problèmes personnels (divorce et la garde de ses enfants).

#### Ère du Big Three et titres consécutifs (2010-2014)
Le 7 juillet 2010, il annonce via une vidéo sur YouTube qu'il prolonge son contrat au Heat et qu'il jouera avec Chris Bosh et LeBron James, leur amitié leur a ainsi valu le surnom des Three Amigos.
Malgré un début de saison laborieux, les trois joueurs arrivent à se trouver et parviennent rapidement à faire taire les critiques en signant 17 victoires en 19 matchs du 25 novembre 2010 au 1er janvier 2011. Le Heat entame d’ailleurs parfaitement la nouvelle année en plaçant Wade et James joueurs de la semaine. Le Heat de Miami termine deuxième de la conférence Est derrière les Bulls de Chicago. Wade a obtenu en moyenne 25,5 points, 6,4 rebonds, 4,6 passes décisives et 1,5 interception en tirant à 50 %. Wade termine cinquième meilleur marqueur de la ligue derrière Kevin Durant, LeBron James, Carmelo Anthony et Kobe Bryant. Après avoir vaincu les 76ers de Philadelphie, les Celtics de Boston et les Bulls de Chicago, le Heat a atteint les finales NBA mais a finalement chuté face aux Mavericks de Dallas en six matchs. Wade a cumulé en moyenne 26,5 points, 7 rebonds et 5,2 passes décisives pour les finales.

Lors de la saison 2011-2012, il participe à son huitième All-Star Game en rendant une copie historique. En effet, il devient le troisième joueur de l’histoire à réaliser un triple double lors d'un NBA All-Star Game (24 points, 10 rebonds et 10 passes) après Michael Jordan et LeBron James. Wade a terminé la saison avec une moyenne de 22,1 points, 4,8 passes décisives, 4,6 rebonds et 1,7 interception. Il obtient la dixième place lors du classement MVP de la saison régulière. Lors des playoffs, le Heat a battu les Knicks de New York en cinq matchs et les Pacers de l'Indiana en six matchs. Miami aura besoin de sept matchs dans la finale de conférence pour atteindre de nouvelles finales NBA. Ils vaincront le Thunder d'Oklahoma City en cinq matchs avec Wade qui inscrit 22,6 points, ce qui permit à Wade de glaner son second titre NBA.

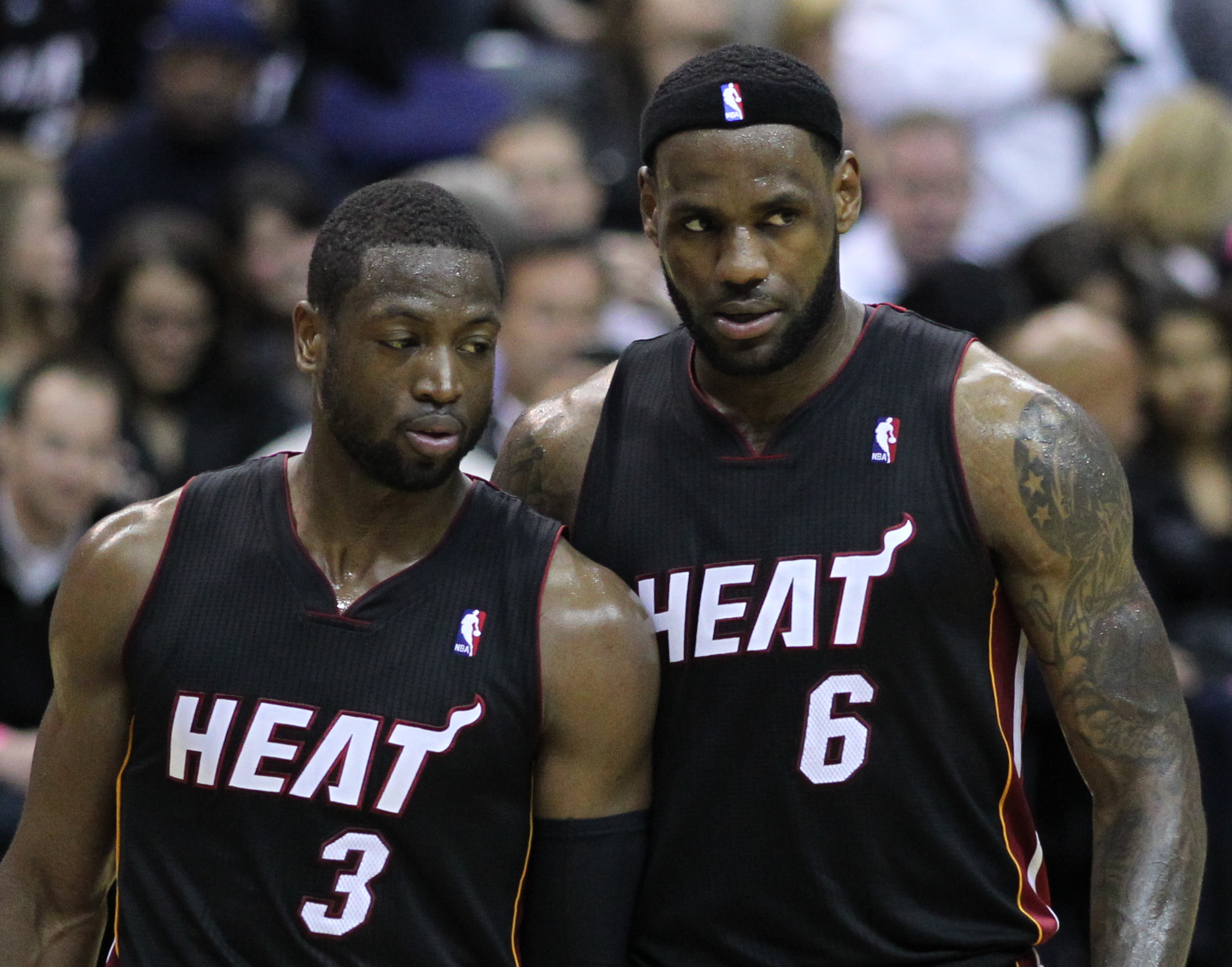
Dwyane Wade et LeBron James avec le Heat.

Durant cette saison, sa blessure au genou l’empêchera de participer aux Jeux olympiques d'été de 2012 à Londres.
La saison 2012-2013 ne commence pas du bon pied. Dwyane Wade est toujours gêné par ses genoux, ce qui réduit son apport offensif. Il est également la cible de nombreuses critiques, certains lui conseillant de se retirer. Le 26 décembre 2012, en jouant les Bobcats de Charlotte, Wade a frappé Ramon Sessions dans l’aine. Le lendemain, Wade a été suspendu par la NBA pour un match. Le Heat connaît, lors de cette saison, le meilleur bilan de son histoire avec 66 victoires, grâce notamment à une série de 27 victoires consécutives. Il est sélectionné pour le All-Star Game 2013 à Houston. Wade a terminé la saison avec des moyennes de 21,2 points, 5 rebonds et 5,1 passes décisives.
En playoffs, lors du premier tour, le Heat élimine les Bucks de Milwaukee grâce à un très bon LeBron James. Pour le deuxième tour le Heat de Miami affronte les Bulls de Chicago, privés de Derrick Rose depuis la fin de la saison précédente. En finale de conférence, le Heat affronte une future star de la NBA : Paul George et les Pacers de l'Indiana. LeBron James et Paul George multiplient les duels de grande intensité. La série se termine en sept matchs sur une victoire du Heat. Les blessures ont limité Wade à une moyenne de 15,9 points par match, mais il a relevé sa moyenne à 19,6 points lors des finales NBA contre les Spurs de San Antonio. Au bout de 3 matchs, les Spurs mènent 2-1. Dans le match 4, Wade a marqué 32 points avec 6 interceptions dans une victoire 109-93. Les Spurs ont pris le match 5 malgré les 25 points de Wade et 10 passes décisives. Dans le match 6 - après avoir été mené durant tout le match - et à une dizaine de secondes de la fin, après un tir raté de LeBron James, Chris Bosh prend le rebond puis passe à Ray Allen qui permet au Heat de Miami d'égaliser et de gagner derrière en prolongation. Wade a marqué 14 points dans cette victoire. Le Heat remporte le titre lors du match 7 et Wade termine le match avec un double-double : 23 points et 10 rebonds. Miami remporte la série 4-3. Il est sacré champion NBA pour la troisième fois de sa carrière, LeBron James remportant le titre de MVP des finales.
Au cours de la saison 2013-2014, Wade a raté 28 matchs à cause de blessures et de la décision de l’équipe de le reposer pendant plusieurs matchs. Wade a obtenu une moyenne de 19 points et a affiché un pourcentage de tirs à 54%. En playoffs, l’équipe a augmenté les minutes de Wade, souligné par une performance de 28 points dans une victoire sur les Nets de Brooklyn et une sortie à 23 points dans une victoire contre les Pacers de l'Indiana en finale de conférence Est. Le Heat a remporté la série en six matchs, progressant à leur quatrième finale consécutive de la NBA. Le Heat a perdu contre les Spurs de San Antonio en finales NBA en cinq matchs.

#### L'après Big Three (2014-2016)

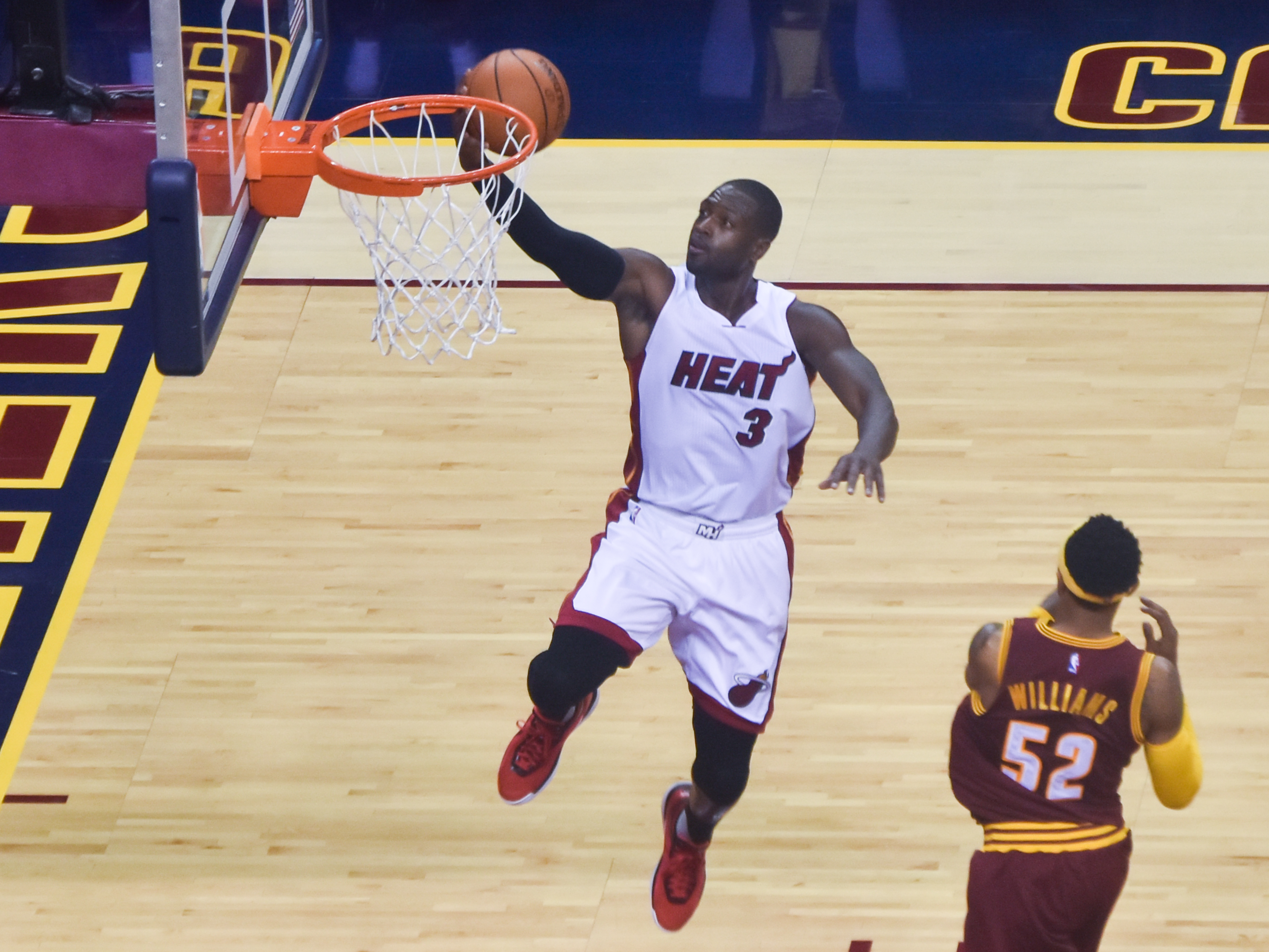
Dwyane Wade au lay-up en 2015.

Le 28 juin 2014, Wade et ses coéquipiers James et Bosh ont tous renoncé à leurs contrats afin de réduire les coûts. James annonce alors qu’il retourne à Cleveland. Wade signe de nouveau avec le Heat, rejoint par Bosh, Udonis Haslem, Chris Andersen et Mario Chalmers ainsi que d’anciens rivaux Danny Granger et Luol Deng.
Au cours de la saison 2014-2015, Wade a raté sept matchs consécutifs en raison d’une blessure au tendon. Le 17 décembre, Wade a inscrit 42 points, dans une défaite 105 à 87 contre le Jazz de l'Utah. À Noël, Miami affronte Cleveland à domicile. Au début de ce match (que Miami a remporté sans Bosh mais avec 32 points marqués par Wade contre 30 points marqués par James), les spectateurs ont pu observer une longue accolade entre les deux joueurs. Il a de nouveau été nommé All-Star mais n'a pas pu y prendre part en raison d’une autre blessure au tendon. Le Heat a terminé la saison avec un bilan de 37-45, ainsi Wade a raté les playoffs pour la deuxième fois de sa carrière.
Le 29 juin 2015, Wade s’est retiré de son contrat, puis a signé un contrat d’une durée d’un an de 20 millions de dollars. Il participe au NBA All-Star Game 2016 au Air Canada Centre de Toronto pour la douzième fois depuis le début de sa carrière. En mars 2016, Wade dépasse le seuil des 20 000 points en NBA. Lors des playoffs 2016, le Heat se défait des Hornets de Charlotte au premier tour, mais sera éliminé par les Raptors de Toronto en sept matchs en demi-finale de conférence.

### Bulls de Chicago (2016-2017)
Le 7 juillet 2016, il signe un contrat de 47 000 000 $ sur 2 ans avec les Bulls de Chicago, son équipe locale. Wade a fait équipe avec Jimmy Butler et Rajon Rondo à Chicago. En janvier 2017, le trio a été condamné à une amende pour avoir critiqué l’effort de ses jeunes coéquipiers. En mars 2017, Wade a subi une fracture du coude. Il revient pour les playoffs, mais les Bulls ont été défaits 4-2 par les Celtics de Boston au premier tour. Le 25 septembre 2017, il est libéré de sa dernière année de contrat et devient agent libre.

### Cavaliers de Cleveland (2017-2018)

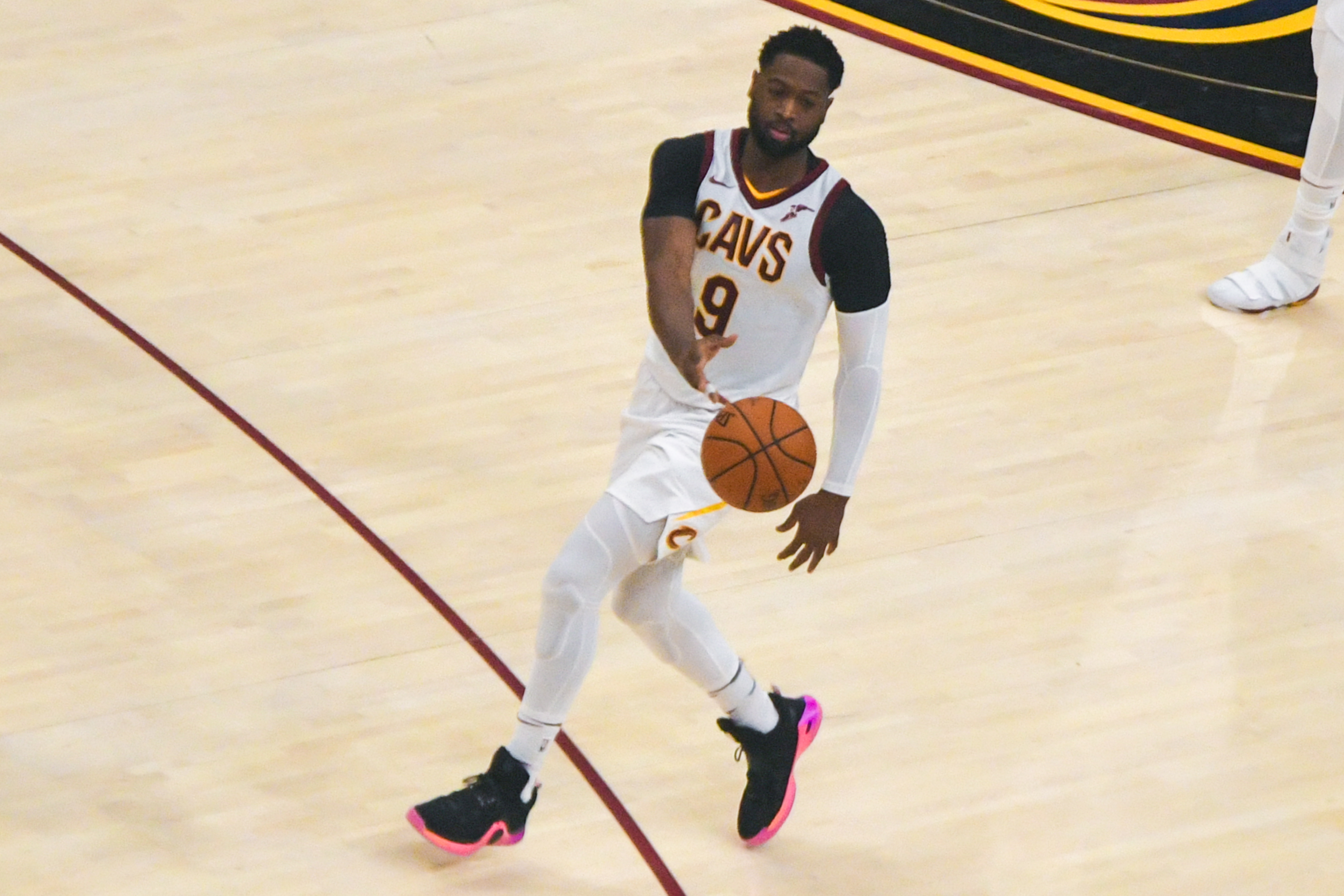
Dwyane Wade sous le maillot des Cavaliers.

Le 27 septembre 2017, il signe un contrat sur un an pour 2,3 million de dollars avec les Cavs où il retrouve son ancien coéquipier et ami LeBron James. Néanmoins Wade s’opposait au plan de l’entraîneur Tyronn Lue de le faire jouer en sortie de banc. Wade a commencé pour les Cavaliers dans les trois premiers matchs, mais a tiré à 7 sur 25. Après une défaite face au Magic d'Orlando, Wade s’est porté volontaire pour prendre un rôle en sortie de banc, devenant leader de la deuxième unité.

### Retour au Heat de Miami (2018-2019)
Le 8 février 2018, à la date limite des transferts de la NBA, les Cavaliers ont révisé leur effectif, avec l'acquisition de Jordan Clarkson, George Hill, Rodney Hood et Cedi Osman. Les Cavaliers ont alors échangé Wade avec le Heat de Miami en échange d’un second tour de draft en 2024. Le 9 février 2018, lors de son retour à domicile, Wade a reçu une ovation et est sorti du banc dans une victoire 91-85 contre les Bucks de Milwaukee. Le 3 avril 2018, dans une victoire 101 à 98 contre les Hawks d'Atlanta, Wade a atteint les 5 000 passes décisives sous le maillot du Heat, devenant le neuvième joueur à marquer 20 000 points et à distribuer 5 000 passes avec une équipe, se joignant à Karl Malone, Kobe Bryant, Michael Jordan, LeBron James, Larry Bird, John Havlicek, Oscar Robertson et Jerry West. Le 16 avril 2018, Wade a marqué 28 points pour mettre fin à la série de 17 victoires des 76ers de Philadelphie et mener le Heat à une victoire 113-103 dans le match 2 contre Philadelphie, mais l'équipe sera éliminée au premier tour des playoffs. Il a passé Larry Bird pour la 10e place sur la liste des meilleurs marqueurs en playoffs.
Pendant l'intersaison, Wade a annoncé son intention de prendre sa retraite après la saison 2018-2019, renouvelant un dernier contrat avec le Heat le 18 septembre 2018. Il a raté sept matchs à la mi-novembre en raison de la naissance de sa fille. Le 25 novembre 2018, Wade a marqué 35 points, le total le plus élevé jamais enregistré par un joueur de banc de Miami. Le 9 décembre 2018, il a marqué 25 points dans son 1000e match en carrière. Le 6 janvier 2019, Wade est devenu le troisième joueur de l’histoire de la NBA à enregistrer au moins 20 000 points, 5 000 passes décisives, 4 000 rebonds, 1 500 interceptions, 800 contres et 500 tirs à trois points. Wade a été nommé par le commissaire de la NBA, Adam Silver, comme un ajout spécial au All-Star Game 2019, marquant ainsi sa 13e apparition, en compagnie de Dirk Nowitzki. Le 7 avril 2019, le Heat s'incline contre les Raptors de Toronto, défaite qui élimine le Heat de la course aux playoffs. Le 9 avril 2019, pour son dernier match à l'American Airlines Arena, il inscrit 30 points lors d'une victoire face aux 76ers de Philadelphie. Le lendemain, pour le dernier match de sa carrière, il réalise un triple-double avec 25 points, 11 rebonds et 10 passes décisives face aux Nets de Brooklyn.
Le 7 janvier 2020, le Heat a annoncé que le maillot Wade (numéro 3) serait retiré le 22 février 2020.

## Reconversion
Le 16 avril 2021, Dwyane Wade devient actionnaire du Jazz de l'Utah.

## Carrière internationale

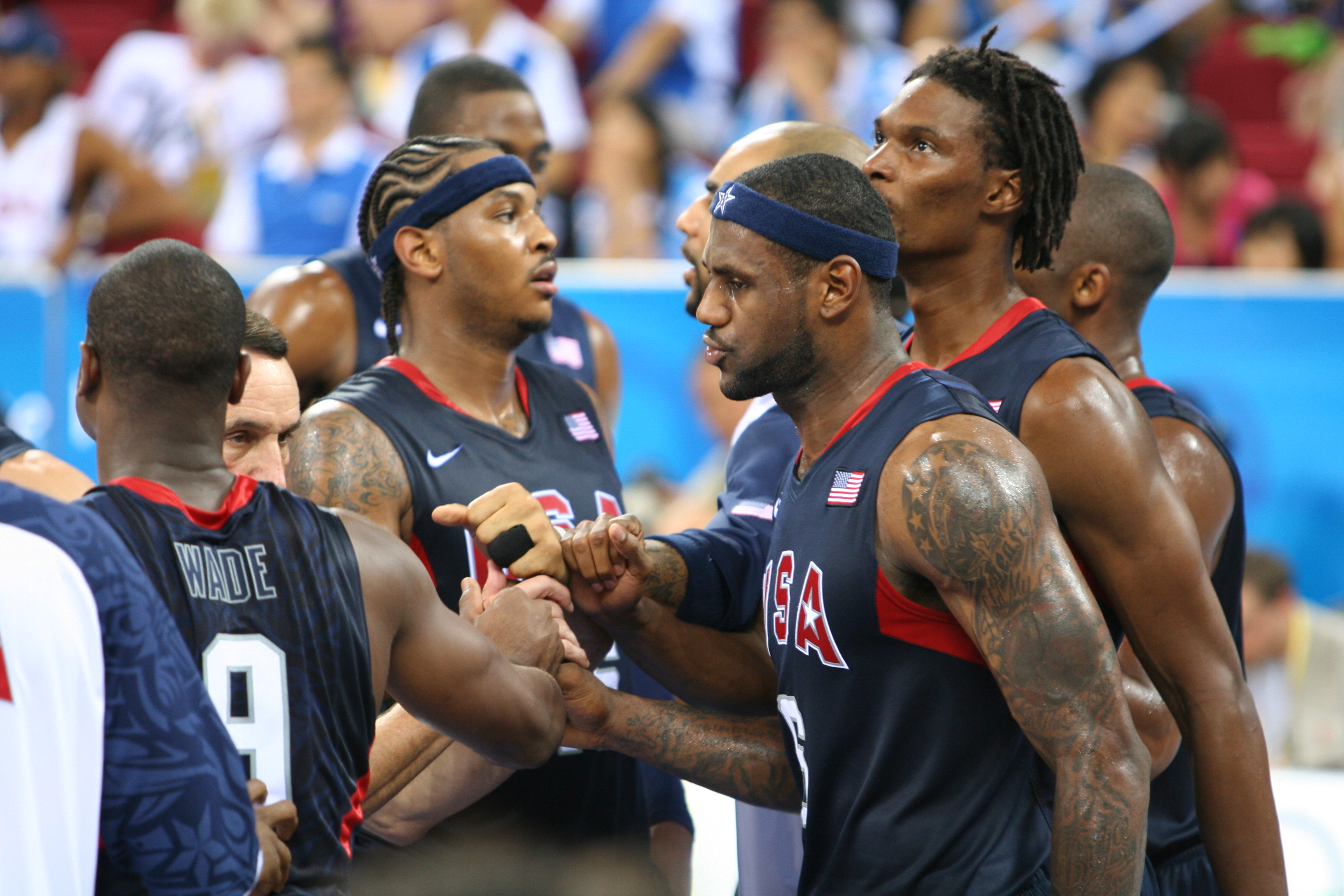
Dwyane Wade de dos avec la Team USA aux JO de 2008.

Wade était membre de l’équipe nationale américaine des Jeux olympiques de 2004. L’équipe a participé au championnat du monde FIBA 2006 au Japon, dans lequel Wade inscrit en moyenne 19,3 points par match. L’équipe nationale américaine a remporté une médaille de bronze. Wade a été nommé à la formation de l’équipe nationale de 2006 à 2008, avec LeBron James et Carmelo Anthony.
Aux Jeux olympiques d’été de 2008, les États-Unis ont été invaincus et ont remporté la médaille d’or après avoir battu l’Espagne, championne du monde en 2006. Wade a mené l’équipe avec une moyenne de 16 points en 18 minutes à 67% au tir, 4 rebonds, 2 passes décisives. Les États-Unis ont remporté la médaille d’or pour la première fois depuis 2000.

## Style de jeu
Mesurant 1,93 m et pesant 100 kg, Wade était l’un des joueurs les plus rapides et les plus difficiles à défendre, ainsi que l’un des meilleurs slashers de l’histoire de la NBA. Son célèbre one-two step lui permet de passer devant de plus gros défenseurs et de provoquer des fautes. Après avoir remporté le titre de MVP des Finales en 2006, Wade s’est forgé une réputation, en tant que l’un des meilleurs joueurs de la ligue.
David Thorpe, un entraîneur athlétique qui dirige un centre d’entraînement pour les joueurs de la NBA, a cité le jeu post-up de Wade comme l’un de ses points forts. Wade utilisait fréquemment des feintes de tir pour forcer son adversaire à sauter, afin qu’il puisse dribbler derrière ou obtenir une faute. La principale faiblesse de Wade a été le tir à trois points; il a atteint une moyenne de 29% en carrière.
Wade était surtout connu pour sa capacité à inscrire des tirs difficiles, même après de dures contacts avec de plus grands défenseurs. Son style suscitait des inquiétudes quant aux dangers de jouer de cette façon, car Wade s’était blessé aux genoux et aux poignets après des collisions avec des joueurs plus imposants. Wade s’est établi en défense pour sa capacité à contrer les tirs et à accumuler les interceptions. Il détient le record NBA pour le nombre de contres faits par un joueur de moins d'1,93 m, avec 885 contres, qu’il a atteint en seulement 679 matchs, plus de 400 matchs de moins que le précédent détenteur : Dennis Johnson (1100).

## Palmarès

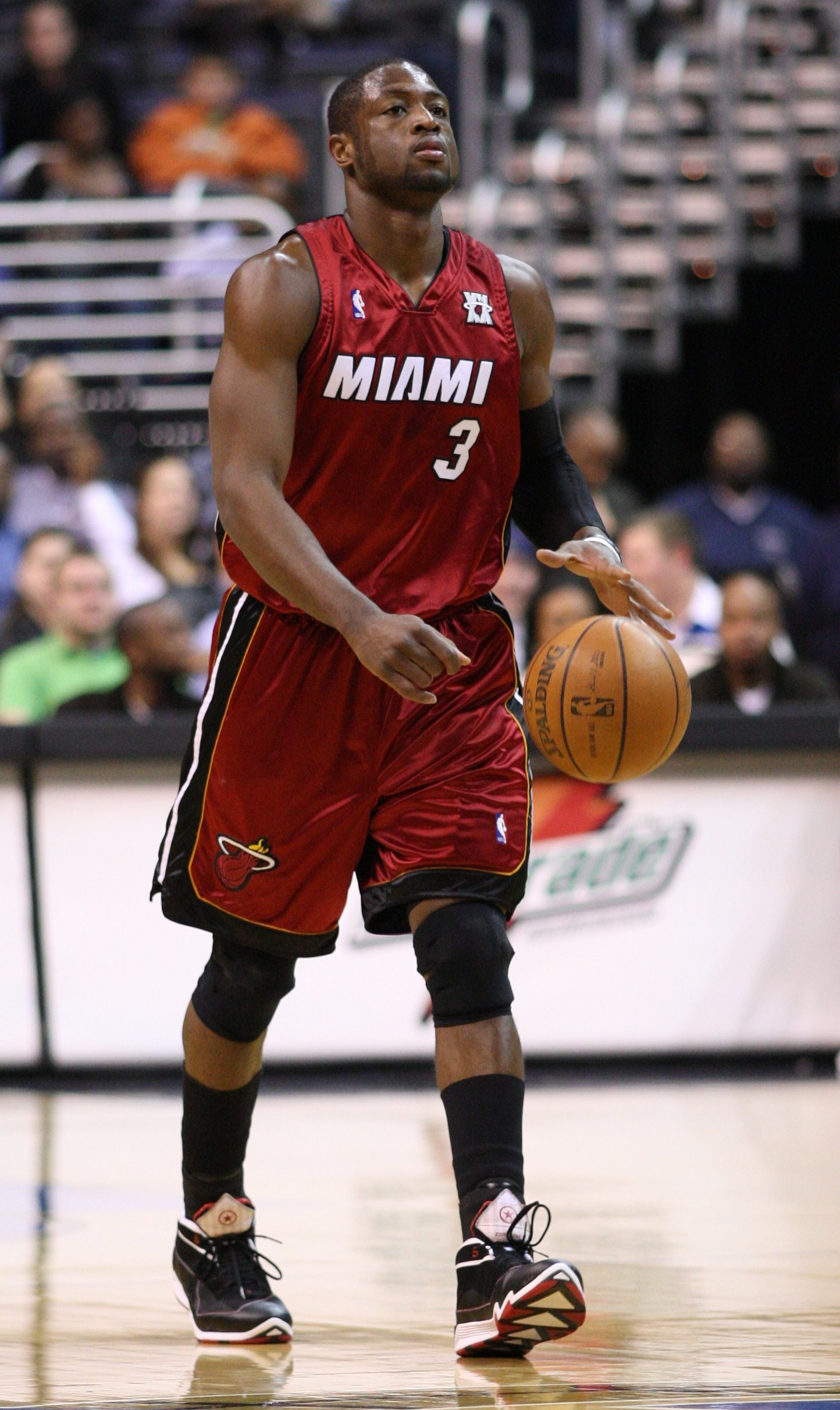
Dwyane Wade en décembre 2007.

### En sélection nationale
- Médaillé d'or aux Jeux olympiques d'été de 2008.
- Médaillé de bronze aux Jeux olympiques d'été de 2004.
- Médaille de bronze au championnat du monde 2006.

### En franchise
- 3 fois Champion NBA en 2006, 2012 et 2013 avec le Heat de Miami.
- Finales NBA en 2011 contre les Mavericks de Dallas et en 2014 contre les Spurs de San Antonio avec le Heat de Miami.
- Champion de la Conférence Est de NBA en 2006, 2011, 2012, 2013 et 2014 avec le Heat de Miami.
- Champion de la Division Sud-Est en 2005, 2006, 2007, 2011, 2012, 2013 et 2014 avec le Heat de Miami.

### Distinctions personnelles
- MVP des NBA Finals 2006
- All-Rookie First Team en 2004.
- All-NBA First Team en 2009 et 2010.
- All-NBA Second Team en 2005, 2006 et 2011.
- All-NBA Third Team en 2007, 2012 et 2013.
- NBA All-Defensive Second Team en 2005, 2009 et 2010.
- 13 sélections au NBA All-Star Game en 2005, 2006, 2007, 2008, 2009, 2010, 2011, 2012, 2013, 2014, 2015 (blessé), 2016 et 2019.
- NBA All-Star Game Most Valuable Player Award en 2010 à Dallas avec 28 points, 11 passes décisives et 5 interceptions.
- Élu Sportif de l'année 2006 par le magazine Sports Illustrated.
- Best NBA Player ESPY Award en 2006.
- Meilleur marqueur NBA en 2009 (30,2 points par match).
- Joueur ayant marqué le plus de points sur une saison en 2009 (2386).
- Joueur ayant réussi le plus de tirs sur une saison en 2009 (854).
- Joueur ayant tenté le plus de tirs sur une saison en 2009 (1739).
- Vainqueur du Skills Challenge lors du NBA All-Star Week-end 2006 et NBA All-Star Week-end 2007.
- L'un des quatre joueurs de l'histoire avec Michael Jordan, LeBron James et Kevin Durant à réaliser un triple-double lors d'un All-Star Game avec 24 points, 10 rebonds et 10 passes décisives[96].
- Best Breakthrough Athlete ESPY Award en 2005.

## Statistiques

### Carrière universitaire
| Saison    | Équipe    | Matchs | Titul. | Min./m | % Tir | % 3pts | % LF | Rbds/m. | Pass/m. | Int/m. | Ctr/m. | Pts/m. |
| --------- | --------- | ------ | ------ | ------ | ----- | ------ | ---- | ------- | ------- | ------ | ------ | ------ |
| 2001-2002 | Marquette | 32     | 32     | 29,2   | 48,7  | 34,6   | 69,0 | 6,6     | 3,4     | 2,5    | 1,1    | 17,8   |
| 2002-2003 | Marquette | 33     | 33     | 32,1   | 50,1  | 31,8   | 77,9 | 6,3     | 4,4     | 2,2    | 1,3    | 21,5   |

### Carrière NBA

#### Saison régulière
Légende :
| Champion NBA | Leader de la ligue |

Gras = ses meilleures performances
| Saison        | Équipe        | Matchs | Titul. | Min./m | % Tir | % 3pts | % LF | Rbds/m. | Pass/m. | Int/m. | Ctr/m. | Pts/m. |
| ------------- | ------------- | ------ | ------ | ------ | ----- | ------ | ---- | ------- | ------- | ------ | ------ | ------ |
| 2003-2004     | Miami         | 61     | 56     | 34,9   | 46,5  | 30,2   | 74,7 | 4,1     | 4,5     | 1,4    | 0,6    | 16,3   |
| 2004-2005     | Miami         | 77     | 77     | 38,6   | 47,8  | 28,9   | 76,2 | 5,2     | 6,8     | 1,6    | 1,1    | 24,1   |
| 2005-2006     | Miami         | 75     | 75     | 38,6   | 49,5  | 17,1   | 78,3 | 5,7     | 6,7     | 1,9    | 0,8    | 27,2   |
| 2006-2007     | Miami         | 51     | 50     | 37,9   | 49,1  | 26,6   | 80,7 | 4,7     | 7,5     | 2,1    | 1,2    | 27,4   |
| 2007-2008     | Miami         | 51     | 49     | 38,3   | 46,9  | 28,6   | 75,8 | 4,2     | 6,9     | 1,7    | 0,7    | 24,6   |
| 2008-2009     | Miami         | 79     | 79     | 38,6   | 49,1  | 31,7   | 76,5 | 5,1     | 7,5     | 2,2    | 1,3    | 30,2   |
| 2009-2010     | Miami         | 77     | 77     | 36,3   | 47,6  | 30,0   | 76,1 | 4,8     | 6,5     | 1,8    | 1,1    | 26,6   |
| 2010-2011     | Miami         | 76     | 76     | 37,1   | 50,0  | 30,6   | 75,8 | 6,4     | 4,6     | 1,5    | 1,1    | 25,5   |
| 2011-2012*    | Miami         | 49     | 49     | 33,2   | 49,7  | 26,8   | 79,1 | 4,8     | 4,6     | 1,7    | 1,3    | 22,1   |
| 2012-2013     | Miami         | 69     | 69     | 34,7   | 52,1  | 25,8   | 72,6 | 5,0     | 5,1     | 1,9    | 0,8    | 21,2   |
| 2013-2014     | Miami         | 54     | 53     | 32,9   | 54,5  | 28,1   | 73,3 | 4,5     | 4,7     | 1,5    | 0,5    | 19,0   |
| 2014-2015     | Miami         | 62     | 62     | 31,8   | 47,0  | 28,4   | 76,8 | 3,5     | 4,8     | 1,2    | 0,3    | 21,5   |
| 2015-2016     | Miami         | 74     | 73     | 30,5   | 45,6  | 15,9   | 79,3 | 4,1     | 4,6     | 1,1    | 0,6    | 19,0   |
| 2016-2017     | Chicago       | 60     | 59     | 29,9   | 43,4  | 31,0   | 79,4 | 4,5     | 3,8     | 1,4    | 0,7    | 18,3   |
| 2017-2018     | Cleveland     | 46     | 3      | 23,3   | 45,5  | 32,9   | 70,1 | 3,9     | 3,5     | 0,9    | 0,7    | 11,2   |
| 2017-2018     | Miami         | 21     | 0      | 22,2   | 40,9  | 22,0   | 74,5 | 3,4     | 3,1     | 0,9    | 0,7    | 12,0   |
| 2018-2019     | Miami         | 72     | 2      | 26,2   | 43,3  | 33,0   | 70,8 | 4,0     | 4,2     | 0,8    | 0,5    | 15,0   |
| Carrière      | Carrière      | 1 054  | 909    | 33,9   | 48,0  | 29,3   | 76,5 | 4,7     | 5,4     | 1,5    | 0,8    | 22,0   |
| All-Star Game | All-Star Game | 12     | 10     | 23,8   | 63,4  | 25,0   | 72,0 | 3,6     | 4,8     | 2,3    | 0,4    | 15,7   |

Note : La saison 2011-2012 a été réduite de 82 à 66 matchs.

#### Playoffs
Légende :
| Titre MVP des finales NBA |

| Saison   | Équipe   | Matchs | Titul. | Min./m | % Tir | % 3pts | % LF | Rbds/m. | Pass/m. | Int/m. | Ctr/m. | Pts/m. |
| -------- | -------- | ------ | ------ | ------ | ----- | ------ | ---- | ------- | ------- | ------ | ------ | ------ |
| 2004     | Miami    | 13     | 13     | 39,2   | 45,5  | 37,5   | 78,7 | 4,0     | 5,6     | 1,3    | 0,3    | 18,0   |
| 2005     | Miami    | 14     | 14     | 40,8   | 48,4  | 10,0   | 79,9 | 5,7     | 6,6     | 1,6    | 1,1    | 27,4   |
| 2006     | Miami    | 23     | 23     | 41,7   | 49,7  | 37,8   | 80,8 | 5,9     | 5,7     | 2,2    | 1,1    | 28,4   |
| 2007     | Miami    | 4      | 4      | 40,5   | 42,9  | 0,0    | 68,8 | 4,8     | 6,3     | 1,3    | 0,5    | 23,5   |
| 2009     | Miami    | 7      | 7      | 40,7   | 43,9  | 36,0   | 86,2 | 5,0     | 5,3     | 0,9    | 1,6    | 29,1   |
| 2010     | Miami    | 5      | 5      | 42,0   | 56,4  | 40,5   | 67,5 | 5,6     | 6,8     | 1,6    | 1,6    | 33,2   |
| 2011     | Miami    | 21     | 21     | 39,4   | 48,5  | 26,9   | 77,7 | 7,1     | 4,4     | 1,6    | 1,3    | 24,5   |
| 2012     | Miami    | 23     | 23     | 39,4   | 46,2  | 29,4   | 72,9 | 5,2     | 4,3     | 1,7    | 1,3    | 22,8   |
| 2013     | Miami    | 22     | 22     | 35,6   | 45,9  | 25,0   | 75,0 | 4,6     | 4,8     | 1,7    | 1,0    | 15,9   |
| 2014     | Miami    | 20     | 20     | 34,6   | 50,0  | 37,5   | 76,7 | 3,9     | 3,9     | 1,5    | 0,3    | 17,8   |
| 2016     | Miami    | 14     | 14     | 33,8   | 46,9  | 52,2   | 78,1 | 5,6     | 4,3     | 0,8    | 1,0    | 21,4   |
| 2017     | Chicago  | 6      | 6      | 31,7   | 37,2  | 35,3   | 95,2 | 5,0     | 4,0     | 0,8    | 1,3    | 15,0   |
| 2018     | Miami    | 5      | 0      | 25,4   | 44,3  | 0      | 80,8 | 4,2     | 3,6     | 1,4    | 0,2    | 16,6   |
| Carrière | Carrière | 177    | 172    | 37,8   | 47,4  | 33,8   | 78,0 | 5,2     | 4,9     | 1,5    | 1,0    | 22,3   |

## Records sur une rencontre en NBA
Les records personnels de Dwyane Wade en NBA sont les suivants, :
| Record de la franchise |

| Type de statistique        | Saison régulière | Saison régulière       | Saison régulière | Playoffs | Playoffs                | Playoffs      |
| Type de statistique        | Record           | Adversaire             | Date             | Record   | Adversaire              | Date          |
| -------------------------- | ---------------- | ---------------------- | ---------------- | -------- | ----------------------- | ------------- |
| Points                     | 55               | Knicks de New York     | 12 avril 2009    | 46       | Celtics de Boston       | 25 avril 2010 |
| Paniers marqués            | 19               | 3 fois                 | 3 fois           | 17       | @ Pacers de l'Indiana   | 24 mai 2012   |
| Paniers tentés             | 39               | Jazz de l'Utah         | 14 mars 2009     | 28       | 2 fois                  | 2 fois        |
| Paniers à 3 points réussis | 6                | Knicks de New York     | 12 avril 2009    | 6        | @ Hawks d'Atlanta       | 22 avril 2009 |
| Paniers à 3 points tentés  | 13               | @ Nets de Brooklyn     | 10 avril 2019    | 11       | Celtics de Boston       | 23 avril 2010 |
| Lancers francs réussis     | 23               | Cavaliers de Cleveland | 1er février 2007 | 21       | Mavericks de Dallas     | 18 juin 2006  |
| Lancers francs tentés      | 24               | 2 fois                 | 2 fois           | 25       | Mavericks de Dallas     | 18 juin 2006  |
| Rebonds offensifs          | 7                | Bulls de Chicago       | 23 février 2014  | 6        | 3 fois                  | 3 fois        |
| Rebonds défensifs          | 13               | @ Knicks de New York   | 27 janvier 2011  | 11       | Mavericks de Dallas     | 13 juin 2006  |
| Rebonds totaux             | 16               | @ Knicks de New York   | 27 janvier 2011  | 13       | Mavericks de Dallas     | 13 juin 2006  |
| Passes décisives           | 16               | 2 fois                 | 2 fois           | 15       | Wizards de Washington   | 10 mai 2005   |
| Interceptions              | 8                | Mavericks de Dallas    | 15 novembre 2013 | 6        | @ Spurs de San Antonio  | 13 juin 2013  |
| Contres                    | 5                | 5 fois                 | 5 fois           | 5        | @ 76ers de Philadelphie | 24 avril 2011 |
| Balles perdues             | 12               | Cavaliers de Cleveland | 1er février 2007 | 9        | 3 fois                  | 3 fois        |
| Minutes jouées             | 52               | Jazz de l'Utah         | 14 mars 2009     | 52       | @ Nets du New Jersey    | 28 avril 2005 |

- Double-double : 153 (dont 23 en playoffs)
- Triple-double : 6 (dont 1 au All-Star Game)

## Salaires
| Année       | Équipe      | Salaire       |
| ----------- | ----------- | ------------- |
| 2003-2004   | Miami       | 2 636 400 $   |
| 2004-2005   | Miami       | 2 834 160 $   |
| 2005-2006   | Miami       | 3 031 920 $   |
| 2006-2007   | Miami       | 3 841 443 $   |
| 2007-2008   | Miami       | 13 041 250 $  |
| 2008-2009   | Miami       | 14 410 581 $  |
| 2009-2010   | Miami       | 15 779 912 $  |
| 2010-2011   | Miami       | 14 200 000 $  |
| 2011-2012   | Miami       | 15 691 000 $  |
| 2012-2013   | Miami       | 17 182 000 $  |
| 2013-2014   | Miami       | 18 673 000 $  |
| 2014-2015*  | Miami       | 15 000 000 $  |
| 2015-2016   | Miami       | 20 000 000 $  |
| 2016-2017   | Chicago     | 23 500 000 $  |
| 2017-2018   | Cleveland   | 2 328 652 $   |
| 2017-2018   | Miami       | 1 471 382 $   |
| 2018-2019   | Miami       | 2 393 887 $   |
| Total Gains | Total Gains | 198 936 935 $ |

Note : * Pour la saison 2014-2015, le salaire moyen d'un joueur évoluant en NBA est de 4 500 000 $.

## Divers
En 2010, D-Wade signe chez la marque Air Jordan en tant que représentant officiel de la marque. Il était auparavant chez Converse[réf. nécessaire]. En 2012, il quitte l'écurie Jordan pour la marque chinoise Li Ning qui décide de créer une ligne à son nom baptisé WADE moyennant un contrat de dix millions de dollars par an sur dix années.
Le surnom de Flash lui a été donné par Shaquille O'Neal lors de son arrivée au Heat de Miami. Cela fait référence au film Flash Gordon car il considère que Dwyane Wade est « le maître de l'univers ».
Il porte le numéro 3 en référence à la Sainte Trinité du christianisme dont il est pratiquant.
Sa fondation Wade's World vient en aide à l’éducation des jeunes à Chicago, en Floride et dans le Wisconsin.

## Vie privée
Dwyane Wade a divorcé de sa première femme Siohvaughn Funches, en décembre 2008. Le couple a un fils et une fille : Zaire Blessing Dwyane (né le 4 février 2002) et Zaya Malachi Airamis (née le 29 mai 2007). Il obtient la garde de ses deux enfants en mars 2011 après de longs mois de procès.
Il rencontre Gabrielle Union en 2009 avec qui il entretient une relation tumultueuse jusqu'en 2013, ils se séparent à plusieurs reprises. Son troisième enfant , Xavier, est né en novembre 2013, à la suite d'une liaison durant l'une de leurs séparations.
Il est le parrain du fils de Caron Butler.
Le 30 août 2014, Wade se marie avec l'actrice Gabrielle Union à Miami. En novembre 2018 le couple ont leur premier enfant ensemble via une mère porteuse , une fille prénommée Kaavia James Union Wade.

## Pour approfondir